# Carl Reid
Carl Leonard Reid (Hagersville, 14 dicembre 1950) è un presbitero cattolico ed ex vescovo anglicano canadese, già vescovo della Chiesa anglicana cattolica del Canada, dal 1º luglio 2023 ordinario emerito di Nostra Signora della Croce del Sud.

## Biografia
Carl Leonard Reid è nato il 14 dicembre 1950 ed è stato battezzato il 14 agosto 1951 nella Chiesa anglicana del Canada.
Nel 1973 si è laureato in ingegneria geologica presso la Queen's University di Kingston, in Ontario. Ha studiato teologia attraverso il St. Bede's Online Theological College e ha poi conseguito un Master of Divinity.
Nel 1988 è stato ordinato diacono e il 23 giugno 1990 presbitero per la Chiesa anglicana cattolica del Canada. Nel 2006 gli è stata conferita una laurea di teologia honoris causa.
Il 27 gennaio 2007 è stato ordinato vescovo con Craig Botterill dal primate John Hepworth, assistito da Peter Wilkinson e Robert Mercer. Come vescovo suffraganeo era responsabile della provincia di Ottawa della Chiesa anglicana cattolica del Canada.

### Ministero nella Chiesa cattolica
Nel 2009 papa Benedetto XVI ha promulgato la costituzione apostolica Anglicanorum coetibus. In essa sono contenute le disposizioni da seguirsi per «l'istituzione di ordinariati personali per anglicani che entrano nella piena comunione con la Chiesa cattolica». È cioè rivolta ai gruppi di fedeli, laici e sacerdoti anglicani che decidono di convertirsi al cattolicesimo. Nel novembre del 2011 è diventato vice-ordinario dell'ordinariato personale di Nostra Signora di Walsingham, composto dal clero e dalle parrocchie che si stavano preparando per l'ingresso nel futuro ordinariato personale della Cattedra di San Pietro.
Il 15 aprile 2012 è stato accolto nella Chiesa cattolica insieme a Peter Wilkinson e ha ricevuto la comunione per la prima volta da cattolico in una cerimonia tenutasi nella cattedrale di Sant'Andrea a Victoria e presieduta da monsignor Richard Joseph Gagnon. Il papa ha permesso ad alcuni ex sacerdoti anglicani sposati di essere ordinati sacerdoti cattolici. Il 12 gennaio 2013 è stato ordinato diacono e il 26 dello stesso mese presbitero nella Cattedrale di Nostra Signora a Ottawa da monsignor Terrence Thomas Prendergast.
È quindi divenuto decano della chiesa di San Giovanni Battista e rettore della Congregazione dell'Annunciazione della Beata Vergine Maria. Nel 2014 è stato nominato rettore della congregazione della chiesa del Beato John Henry Newman a Victoria. In seguito è divenuto anche decano di tutte le parrocchie canadesi dell'ordinariato personale della Cattedra di San Pietro.
Il 13 marzo 2019 papa Francesco lo ha insignito del titolo di protonotario apostolico soprannumerario e il 26 marzo lo ha nominato ordinario personale di Nostra Signora della Croce del Sud. Ha preso possesso dell'ordinariato il 27 agosto successivo con una messa nella cattedrale di Santa Maria a Sydney alla presenza di monsignor Anthony Colin Fisher, arcivescovo metropolita di Sydney, di monsignor Joseph Augustine Di Noia, segretario aggiunto della Congregazione per la dottrina della fede degli altri due ordinari Keith Newton e Steven Joseph Lopes. Essendo sposato esegue questo ministero senza la consacrazione episcopale. Gli è concesso tuttavia di utilizzare mitra, croce pettorale, anello e pastorale allo stesso modo dei vescovi come avviene per alcuni abati.
Il 21 aprile 2023 lo stesso papa accoglie la sua rinuncia al governo pastorale dell'ordinariato, con decorrenza dal 1º luglio.